# Zbigniew Girzyński
Zbigniew Girzyński (Sierpc; 17 de Março de 1973 — ) é um político da Polónia. Ele foi eleito para a Sejm em 25 de Setembro de 2005 com 8734 votos em 5 no distrito de Toruń, candidato pelas listas do partido Prawo i Sprawiedliwość.